# 岫云观
岫云观，俗称“良乡离宫”，位于北京市房山区北京市房山区琉璃河中学院内，是一座道教宫观。

## 简介
岫云观在明朝嘉靖十八年（1539年）创建，起初是明朝嘉靖年间的皇帝行宫，也是明朝京南地区唯一一座行宫。明朝衰落后，改为佛寺，名为“恩惠寺”。1900年，恩惠寺被从北京开往保定的八国联军烧毁。清朝宣统三年（1911年），太监李乐宾筹款重建，同年开光，定名为“岫云观”。因为该观由太监居住，故又俗称“老公庙”。
1951年左右，为在此开办师范培训班，将该观建筑加以改建。后来，该观改设为北京市房山区琉璃河中学。由于用作学校，泥塑神像被拆除，建筑遭到严重破坏。文化大革命以后，琉璃河中学加强了对古建筑的保护，未再有大破坏。如今原有建筑仅存一座皋殿、一座大殿（原第五进殿）、一座耳房。截至2004年，前殿仍是琉璃河中学的教室。
2004年北京市人民政府为群众办的56件实事中，列入了岫云观修缮工程。2004年6月8日，这次修缮工程开工，投资95万元人民币，由北京市古代建筑设计研究所设计，按照“修旧如旧”原则修复。修缮工程预计11月30日完工。修缮工程补配了两座殿的屋顶部件，恢复了皋殿室内的方砖地面与室外的青白石台阶，恢复了第五进殿的传统式样楼梯。